# Olympic (Washington)

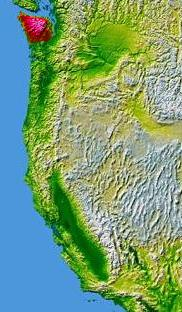
Het Olympic schiereiland met rood aangegeven op een kaart van het westen van de Verenigde Staten

Satellietfoto van het Olympic schiereiland

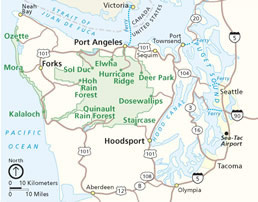
Olympic schiereiland en Olympic National Park

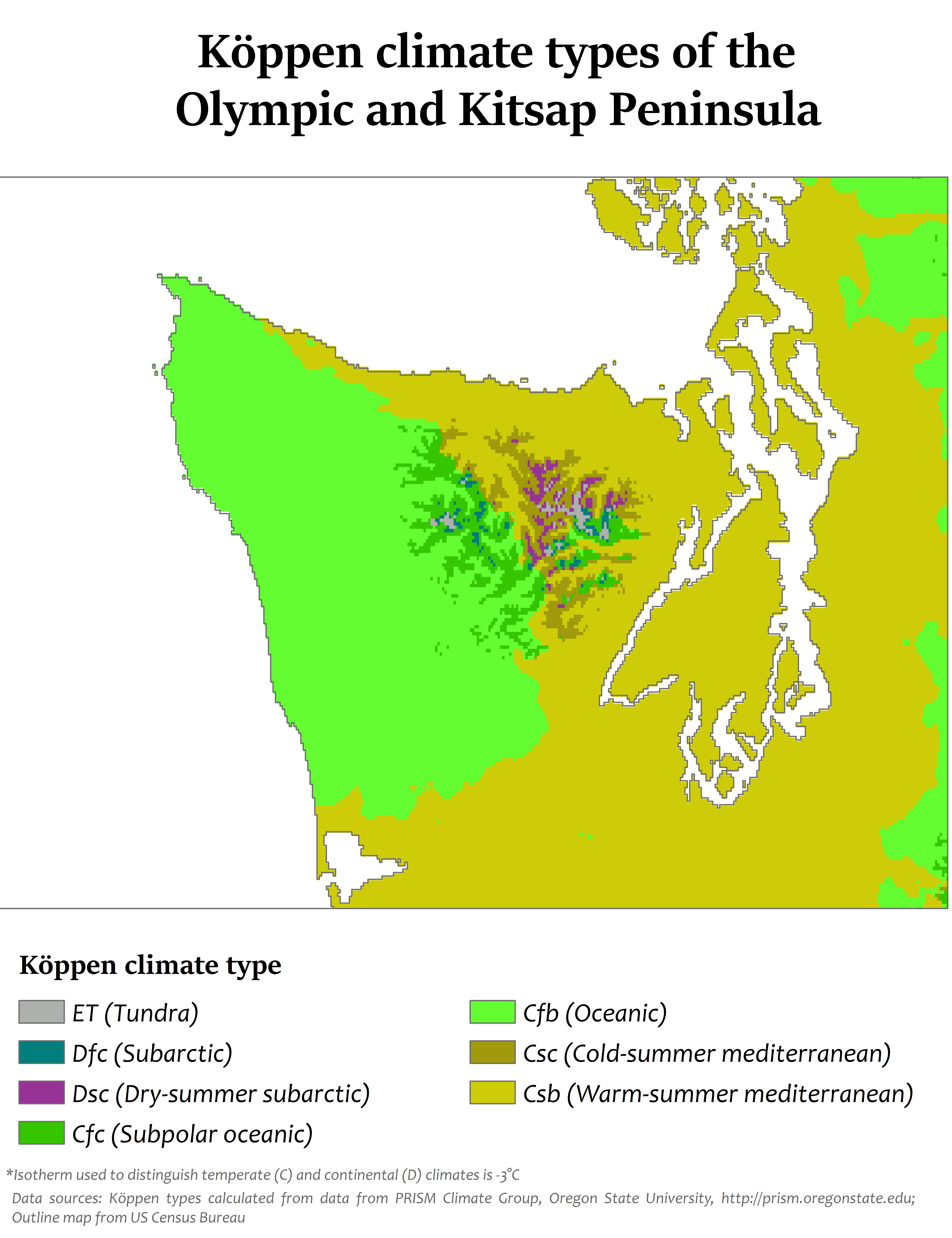
Köppen-klimaattypen van het Olympic schiereiland

Olympic (Engels: Olympic Peninsula) is een schiereiland aan de noordwestkust van de Verenigde Staten in de staat Washington. Op het eiland ligt een bergketen waarvan de hoogste top Mount Olympus heet.
Een groot deel van het schiereiland is een park. Het Olympic National Park herbergt een van de weinige gebieden in de wereld met gematigde regenwouden. Het park werd in 1981 door UNESCO op de Werelderfgoedlijst geplaatst.